# Dove sei tu
Dove sei tu è il terzo album della cantautrice rock italiana Cristina Donà, pubblicato nell'aprile 2003 dalla Mescal. Dalla fine del 2006 Cristina Donà è entrata a far parte della casa discografica Capitol/EMI (EMI Music Italy), che ha acquisito il suo catalogo e che ne ha ristampato e ne distribuirà gli album.

## Il disco
Rispetto agli album precedenti della cantante, Dove sei tu presenta alcune novità: la prima è data dalla produzione, qui affidata a Davey Ray Moor, songwriter e polistrumentista, ex leader dei Cousteau. È evidente in quest'album una maturazione compositiva di Donà, più orientata verso la "forma canzone" e la melodia, piuttosto che verso le sperimentazioni e le spigolosità che avevano caratterizzato gli album precedenti. La voce esprime al massimo tutte le sue potenzialità e si fa più importante, grazie anche ad alcuni accorgimenti tecnici in sede di registrazione.
La musica e il testo dei brani sono di Cristina Donà, tranne: la musica di Dove sei tu, scritta da Donà insieme a Davey Ray Moor, la musica di L'uomo che non parla, scritta insieme a Lorenzo Corti, il testo di Give it Back (To me), brano in inglese, scritto di Donà insieme a Davide Sapienza e Davey Ray Moor e la musica di Un giorno perfetto, scritta con Cristian Calcagnile.

## Tracce
1. Nel mio giardino - 4:00
2. Invisibile - 5:14
3. In fondo al mare - 4:36
4. Triathlon - 3:27
5. The Truman Show (Lui riprende dall'alto) - 3:51
6. Dove sei tu - 5:27
7. Il mondo - 4:29
8. L'uomo che non parla - 4:10
9. Give it Back (To me) - 4:46
10. Salti nell'aria (Milly's Song) - 2:47
11. Un giorno perfetto - 4:16
12. Nel mio giardino (reprise) - 4:28
13. Triathlon (Casasonica Remix) featuring Samuel - 3:12

## Musicisti

### Artista
- Cristina Donà - voce e chitarra acustica

### Altri musicisti
- Cristian Calcagnile - batteria e percussioni; campionamenti
- Lorenzo Corti - chitarra elettrica; campionamenti
- Marco Ferrara - basso e contrabbasso

### Ospiti

#### Ospite speciale
- Davey Ray Moor - pianoforte (tracce 6 e 8); cori (tracce 8 e 9); campionamenti; produzione artistica

#### Altri ospiti
- Nicoletta Bassetti - violoncello (tracce 1, 6, 12)
- Michele Benvenuti - trombone (tracce 6, 10)
- Alberto Cottica - fisarmonica (traccia 7)
- Davide Covelli - borlock (traccia 8)
- Matteo Del Soldà - viola (traccia 1)
- Elena Faccani - violino (traccia 10)
- Valentina Giangaspero - viola (traccia 12)
- Filippo Giannetti - viola (traccia 10)
- Alessandra Giudici - oboe (traccia 10)
- Massimo Marcer - tromba (tracce 1, 10)
- Libero Mureddu - pianoforte e celesta (traccia 10); arrangiamento (traccia 10); arrangiamento archi (traccia 1)
- Sarah Pasquini - urlo (traccia 8)
- Mariella Sanvito - violino (traccia 1)
- Matilde Scarponi - viola (traccia 10)
- Marianna Sinagra - violoncello (traccia 10)

#### Triathlon(Casasonica Remix)
- Max Casacci (Subsonica), Ale Bavo (Sushi), Condimix - campionamenti e manipolazioni
- Samuel (Subsonica) - voce e cori

### Curiosità
- Nel brano L'uomo che non parla coro "marinaresco-alpino" di Cristian Calcagnile, Andrea Conti, Lorenzo Corti, Davide Covelli, Cristina Donà, Marco Ferrara, Davey Ray Moor, Sarah Pasquini, Marco Posocco.